# Robert Valbrun
Robert Valbrun, né le 2 août 1910 à Lille (Nord) et mort le 3 mai 1993 dans la même ville, est un homme politique français.

## Biographie
Il est conseiller général du canton de Lille-Centre de 1970 à 1976.